# Liste des épisodes de Trop cool, Scooby-Doo !

Cette page présente la liste des épisodes de la série d'animation américaine Trop cool, Scooby-Doo ! (Be Cool, Scooby-Doo)

## Saison 1 (2015-2016)
Cette saison est diffusée depuis le 18 octobre 2015 en France dans Quoi de neuf Bunny ?.
| №  | #  | Titre français                     | Titre original                                               | Date de diffusion originale |
| -- | -- | ---------------------------------- | ------------------------------------------------------------ | --------------------------- |
| 1  | 1  | L'ABC du mystère                   | Mystery 101                                                  | 5 octobre 2015              |
| 2  | 2  | Le Jeu De La Poule Mouillée        | Game of Chicken                                              | 6 octobre 2015              |
| 3  | 3  | Plongée En Eaux Troubles           | All Paws on Deck                                             | 7 octobre 2015              |
| 4  | 4  | Caniche Contre Gargouille          | Poodle Justice                                               | 8 octobre 2015              |
| 5  | 5  | Battons Le Batteur                 | Grand Scam                                                   | 9 octobre 2015              |
| 6  | 6  | Détectives En Herbe                | Trading Chases                                               | 12 octobre 2015             |
| 7  | 7  | Silence Scooby-Doo !               | Be Quiet, Scooby-Doo!                                        | 15 octobre 2015             |
| 8  | 8  | Monstres Et Mystères De 1899       | Party Like It's 1899                                         | 19 octobre 2015             |
| 9  | 9  | Cria Donna                         | Screama Donna                                                | 20 octobre 2015             |
| 10 | 10 | Chauchemarmiton                    | Kitchen Frightmare                                           | 21 octobre 2015             |
| 11 | 11 | Le Majordome 3000                  | Me, Myself, and A.I.                                         | 22 octobre 2015             |
| 12 | 12 | La Zone 53                         | Area 51 Adjacent                                             | 23 octobre 2015             |
| 13 | 13 | Le Testament                       | Where There's a Will, There's a Wraith                       | 28 octobre 2015             |
| 14 | 14 | Un Noël effrayant                  | Scary Christmas                                              | 10 décembre 2015            |
| 15 | 15 | Émotions Fortes à La Chambre Forte | If You Can't Scooby-Doo the Time, Don't Scooby-Doo the Crime | 6 février 2016              |
| 16 | 16 | Gremlin En Plein Ciel              | Gremlin on a Plane                                           | 13 février 2016             |
| 17 | 17 | Le Sorcier De L'usine à Biscuit    | Sorcerer Snacks Scare                                        | 20 février 2016             |
| 18 | 18 | La Saga Du Monstre Des Marais      | Saga of the Swamp Beast                                      | 27 février 2016             |
| 19 | 19 | Bouboule de Neige                  | Be Cold, Scooby-Doo                                          | 5 mars 2016                 |
| 20 | 20 | Des problèmes géants               | Giant Problems                                               | 12 mars 2016                |
| 21 | 21 | L'épouvantail                      | Eating Crow                                                  | 20 juin 2017                |
| 22 | 22 | Je le veux !                       | I Scooby Dooby Doo !                                         | 20 juin 2017                |
| 23 | 23 | El Bandito                         | El Bandito                                                   | 20 juin 2017                |
| 24 | 24 | Maboul perd la boule               | Into the Mouth of Madcap                                     | 20 juin 2017                |
| 25 | 25 | Les Vikings                        | The Norse Case Scenario                                      | 20 juin 2017                |
| 26 | 26 | Accusé Fred Jones, levez vous !    | The People vs. Fred Jones                                    | 20 juin 2017                |

## Saison 2 (2017-2018)
| №   | #   | Titre français                     | Titre original                     | Date de diffusion originale |
| --- | --- | ---------------------------------- | ---------------------------------- | --------------------------- |
| 27  | 1   | Le repos des guerriers             | Some Fred Time                     | 21 Décembre 2017            |
| 28  | 2   | Bouh-garou                         | There Wolf                         | 21 Décembre 2017            |
| 29  | 3   | Le festival de la peur             | Renn Scare                         | 21 Décembre 2017            |
| 30  | 4   | Comment entraîner vos trouillards  | How to Train Your Coward           | 21 Décembre 2017            |
| 31  | 5   | Scooby chien de race               | Worst in Show                      | 21 Décembre 2017            |
| 32  | 6   | Le mystère express                 | Mysteries on the Disorient Express | 21 Décembre 2017            |
| 33  | 7   | La sorcière Babayaga               | Halloween                          | 28 Septembre 2017           |
| 34  | 8   | La malédiction de Kaniaku          | The Curse of Kaniaku               | 21 Décembre 2017            |
| 35  | 9   | Votez Véra                         | Vote Velma                         | 21 Décembre 2017            |
| 36  | 10  | Scroogy-Doo                        | Scroogey Doo                       | 30 Novembre 2017            |
| 37  | 11  | Dans l'espace                      | In Space                           | 22 Décembre 2017            |
| 38  | 12  | Ne pas déranger                    | Doo Not Disturb                    | 22 Décembre 2017            |
| 39  | 13  | Mystère sur grand écran            | Silver Scream                      | 22 Décembre 2017            |
| 40  | 14  | Le magicien                        | Fright of Hand                     | 22 Décembre 2017            |
| 41  | 15  | Un mythe-stère                     | Greece is the Word                 | 22 Décembre 2017            |
| 42  | 16  | Les gothiques                      | American Goth                      | 8 Mars 2018                 |
| 43  | 17  | Les tartines sont éternelles       | Omelettes are Forever              | 9 Mars 2018                 |
| 44  | 18  | Un fantôme dans la Mystery Machine | Ghost in the Mystery Machine       | 10 Mars 2018                |
| 45  | 19  | L'homme des glaces                 | Naughty or Ice                     | 11 Mars 2018                |
| 46  | 20  | La nuit du short de la honte       | Night of the Upsetting Shorts      | 12 Mars 2018                |
| 47  | 21  | Enquête sur un dépotoir            | Junkyard Dogs                      | 13 Mars 2018                |
| 48  | 22  | Protéines titans 2                 | Protein Titans 2                   | 14 Mars 2018                |
| 49  | 23  | Du balai les sorcières !           | World of Witchcraft                | 15 Mars 2018                |
| 50  | 24  | Professeur hein? - partie 1        | Professor Huh? Part 1              | 16 Mars 2018                |
| 51  | 25  | Professeur hein? - partie 6¾       | Professor Huh? Part 6¾             | 17 Mars 2018                |
| 52a | 26a | Pizza Opossum                      | Pizza O'Possum's                   | 18 Mars 2018                |
| 52b | 26b | Le fantôme de Barbe-à-Gauche       | The Curse of Half-Beard's Booty    | 18 Mars 2018                |